# Huang Ching-Feng
Huang Ching-Feng (1 de enero de 1981) es un deportista taiwanés que compitió en taekwondo. Ganó una medalla de plata en el Campeonato Asiático de Taekwondo de 2000 en la categoría de –58 kg.

## Palmarés internacional
| Representando a China Taipéi |                   |                  |           |
| Campeonato Asiático          |                   |                  |           |
| Año                          | Lugar             | Medalla          | Categoría |
| 2000                         | Hong Kong (China) | Medalla de plata | –58 kg    |